# Carl Bruno Reeser
Carl Bruno (Carel) Reeser (Amsterdam, 23 januari 1882 – Bussum, 11 mei 1973) was een Nederlands sportbestuurder. Hij behoorde samen met Floris Stempel en Han Dade tot de oprichters van Ajax.

## Biografie
Reeser werd op 23 januari 1882 geboren in de Westerstraat 74, in de Jordaan. Zijn ouders waren Hendrik Dirk Reeser (1851-1914), telegrafist van beroep en Johanna Maria Roos (1843-1899). Na het overlijden van zijn moeder is zijn vader op 4 april 1907 in Amsterdam hertrouwd met Petronella van Steenbergen (1860 - 1929)
Carel is op 10 maart 1920 in Sloten getrouwd met Frederika Wilhelmina Emilie Klijn (1889 - 1969). Ze kregen drie dochters: Johanna Maria (Mary) (1921- 2012), Frederika (Freddie) Wilhelmina Emilie (1925- 2018) en Gerardina (Gery) Cornelia Carolina (1926-1995).
Reeser is lange tijd werkzaam geweest in de effectenhandel.

## Oprichting Ajax
Op 15 oktober 1893 behoorde Carl Bruno tot een groepje leerlingen rond Floris Stempel en Han Dade van de 4e HBS met de driejarige cursus aan de Mauritskade (in Amsterdam toen bekend als de "vierde drie") die in café Jonkhart aan de Amstelveenseweg de voetbalclub Union oprichtten. Bij die oprichtingsvergadering waren verder aanwezig de heren Van der Net, Van Hilten, Doudart de la Grée, Woortman, Jonkhart en de gebroeders Thomasze. In 1894 veranderden ze de naam in Foothball Club Ajax. Getraind werd er toen op de open vlakte van het huidige Vondelpark. Wedstrijden speelden ze onder meer op een weiland achter café Jonkhart en in de buurt van de Willemsbrug.
Begin 1900 was de club op sterven na dood en besloten de drie initiatiefnemers van het eerste uur "een geheel nieuwe voetbal vereeniging" genaamd Football Club Ajax, nu wel goed gespeld, op te richten. Tijdens de oprichtingsvergadering op 18 maart 1900 in Café Oost-Indië op de Kalverstraat, werd Reeser tot secretaris gekozen.